# جوناثان فان إيفري
جوناثان فـان إيفري (بالإنجليزية: Jonathan Van Every) هو لاعب كرة قاعدة أمريكي، ولد في 27 نوفمبر 1979 في غرينوود في الولايات المتحدة.

## وصلات خارجية
- جوناثان فـان إيفري على موقع دوري كرة القاعدة الرئيسي (الإنجليزية)
- جوناثان فـان إيفري على موقعبيزبول رفرنس.كوم (الدوري الرئيسي) (الإنجليزية)
- جوناثان فـان إيفري على موقعبيزبول رفرنس.كوم (الدوري الثانوي) (الإنجليزية)
- جوناثان فـان إيفري على موقع إي إس بي إن.كوم (أم.أل.بي) (الإنجليزية)
- جوناثان فـان إيفري على موقع مشجعي الرسوم البيانية (الإنجليزية)